# HTC Sense
HTC Sense est une interface utilisateur non libre, basée sur l'interface utilisateur TouchFLO 3D, développée par HTC pour les appareils mobiles fonctionnant sous Android et précédemment sous Windows Mobile.

## Présentation
HTC Sense est une « expérience de conception, une architecture qui est tout sur la façon dont les gens utilisent l'appareil, adaptant leur contenu personnel à la façon dont ils utilisent l'appareil. ». Toutefois, HTC a fait une confusion en définissant HTC Sense comme « une interface utilisateur » dans les communiqués de presse lors du lancement du HTC Hero en Inde en 2009. 
Annoncé le 24 juin 2009, le premier téléphone Android avec la fonctionnalité HTC Sense a été le HTC Hero, le premier smartphone tournant sur Windows Mobile équipé de Sense a été le HTC HD2 et le dernier Windows Mobile avec la fonctionnalité HTC Sense a été le HTC HD Mini.
Avec le premier HTC One (M7), son smartphone haut de gamme, HTC a ajouté le Blinkfeed à l'interface HTC Sense. Blinkfeed est un fil d'actualité visible dès l'allumage du téléphone et regroupant les flux d'actualités préférés, les mises à jour Facebook et Twitter de vos amis ainsi que d'autres options à personnaliser.

## Liste des appareils HTC Sense

### Sense 10
- HTC U12+

### Sense 9.0
- HTC U11

### Sense 8.0
- HTC 10

### Sense 7.0
- HTC One E9
- HTC One M9
- HTC One (M8)
- HTC One (M8s) (via mise à jour logicielle)
- HTC Desire 816

### Sense 6.0
- HTC One (M8)[1]
- HTC One (M8s)
- HTC One M7 (via mise à jour logicielle)
- HTC One Mini (via mise à jour logicielle)
- HTC One Max (via mise à jour logicielle)
- HTC Butterfly S (via mise à jour logicielle)
- HTC Desire 816
- HTC Desire 610
- HTC One E8
- HTC Butterfly 2
- HTC Desire 820
- HTC Desire EYE
- HTC One (M8 EYE)
- HTC Désire 601 (via rom custom)

### Sense 5.5
- HTC One Max
- HTC One (via mise à jour logicielle)
- HTC One Mini (via mise à jour logicielle)
- HTC Desire 601 (via mise à jour logicielle)

### Sense 5.0
- HTC Desire 601
- HTC Desire 300
- HTC Desire 600
- HTC Desire 500
- HTC Butterfly S
- HTC One Mini
- HTC One
- HTC One X+ (via Android 4.2 update)
- HTC Evo 4G LTE (via Android 4.3 update)[2]
- HTC One X (via Android 4.2 update, international version only)
- HTC One XL (via Android 4.2 update, international version only)
- HTC Butterfly/Droid DNA (via Android 4.2 update)[2]
- HTC One SV (via Android 4.2 update)

### Sense 4+
- HTC One X+
- HTC One X (via Android 4.1 update)
- HTC One S (via Android 4.1 update)
- HTC Evo 4G LTE (via Android 4.1 update)
- HTC Butterfly/Droid DNA
- HTC One SV (via Android 4.1 update)
- HTC Desire X (via Android 4.1 update)

### Sense 4.1
- HTC One S (via update software)
- HTC Desire X
- HTC One SV
- HTC One X (via update software)
- HTC One VX

### Sense 4.0
- HTC Desire 200
- HTC One V
- HTC One X
- HTC One S
- HTC Desire C
- HTC Desire V
- HTC Desire VC
- HTC Droid Incredible 4G LTE

### Sense 3.6
Sense 3.6 est disponible exclusivement sur les mises à jour Android 4.0 des appareils existant.
- HTC Sensation XL
- HTC Sensation XE
- HTC Sensation
- HTC Evo 3D (préchargé sur version Virgin Mobile)
- HTC Evo Design 4G (préchargé sur version Boost Mobile)
- HTC Incredible S (toutes variantes)[3]
- HTC Rezound
- HTC Desire S
- HTC Sensation 4G

### Sense 3.5
- HTC Desire S
- HTC Desire HD/HTC Inspire 4G[3]
- HTC Explorer
- HTC Rhyme

### Sense 2.0 / 2.1
- HTC ChaCha (Sense 2.1 pour Messenger)
- HTC Salsa (Sense 2.1 pour Messenger)
- HTC Desire Z
- HTC Desire
- HTC Flyer (Sense 2.1 pour Tablet)
- HTC Jetstream (Sense 2.1 pour Tablet)
- HTC Wildfire S

### Sense 1.0
- HTC Evo Shift 4G
- HTC EVO 4G
- HTC Droid Incredible
- HTC Aria / Gratia
- HTC Legend
- HTC Wildfire
- HTC Merge

### Original Sense
- HTC Droid Eris
- HTC Hero / HTC Hero CDMA (Sprint)
- HTC Tattoo

### Espresso Sense
- T-Mobile myTouch 3G Slide : Espresso Sense 1.0
- T-Mobile myTouch 4G : Espresso Sense 2.0
- T-Mobile myTouch 4G Slide : Espresso Sense 3.0